# ابراهیم‌کند
ابراهیم‌کند (به لاتین: İbrahimkənd) یک منطقه مسکونی در جمهوری آذربایجان است که در شهرستان شکی واقع شده است. ابراهیم‌کند ۶۷۲ نفر جمعیت دارد.